# Lithobius chumasanus
Lithobius chumasanus är en mångfotingart som beskrevs av Chamberlin 1903. Lithobius chumasanus ingår i släktet Lithobius och familjen stenkrypare. Inga underarter finns listade i Catalogue of Life.